# Каплиця Бучацьких
Каплиця Бучацьких (пол. Kaplica Buczackich) — втрачена молитовно-ритуальна будівля у Львові (нині Україна). Назву отримала від прізвища своїх фундаторів — шляхтичів Бучацьких гербу Абданк.

## Історія
Збудована перед 1440 роком. Була першою з каплиць, побудованих поблизу латинської катедри у Львові, яку згадано у джерелах. Розташовувалась біля східного прясла північної нави латинської катедри. 1440 року поблизу каплиці був вівтар святих Марії Магдалини та Бригіди. Навпроти каплиці розташовувалася каплиця райців (братська, Яблоновських, Христа Розіп'ятого).
8 травня 1495 р. львівський римо-католицький архієпископ Анджей Боришевський (Ружа) гербу Порай (пол. Andrzej Boryszewski, майбутній примас Польщі та Литви) видав грамоту, якою підтвердив фундуш Анни з Бучацьких — дідички Литвинова (тепер село Старий Литвинів Підгаєцького району), доньки Яна Бучацького, дружини каштеляна белзького Дерслава з Угнева) — на проведення мес за душі померлих родичів у каплиці Бучацьких латинської катедри у Львові. 1587-го архієпископ Ян Димітр Соліковський розпочав ґрунтовне відновлення та ґрунтовну перебудову «давньої» каплиці Бучацьких, очевидно з думкою про єзуїтів, яким після спровадження до Львова віддав для богослужінь власне цю каплицю.
Миколай Кросновський записав фундуш для нового вівтаря в каплиці, також «посаг» для вівтарії (пол. altaria) при цій каплиці в сумі 10000 злотих.
Пізніше каплиця була перебудована, тепер на її місці розташована каплиця Святих Дарів, або Вишневецьких (третя від входу біля північної нави). Розписи в каплиці князів Вишневецьких виконав Станіслав Строїнський. Елементи архітектури каплиці, які зберегли форми з часу перебудови з ініціативи Я. Д. Соліковського, належать до типових прикладів пізнього львівського ренесансу, не виключено, що ці роботи пов'язані з архітектором Павлом Римлянином. 1 листопада 1743 сницар Марцін Ринський (Marcin Ryński) спільно з дружиною Регіною Левандершозанкою (Regina Lewanderszozanka) уклали угоду, за якою вони зобов'язувалися виконати новий головний вівтар для каплиці за 4500 злотих польських. За архівними даними, у 1744—1745 «пан Бернард» (майже напевно Бернард Меретин) провадив роботи з барокізації каплиці Вишневецьких (заміна долівки, перемуровування крипт, виконання п'єдесталу під хрест, що вінчає купол).

### Опис
Докладних відомостей про її зовнішній вигляд поки не виявлено.

## Усипальниця
Використовувалася представниками роду фундаторів та роду Кросновських як родова усипальниця. Серед похованих осіб, зокрема, Міхал (Михайло) Бучацький з Підгаєць, львівський латинський архієпископ Миколай Кросновський, Миколай Францішек Кросновський, його батько Войцех, Миколай Парава.
Надгробок воєводи М. Бучацького, який загинув у битві проти татар, перенесли свого часу до каплиці Замойських. Про перенесення надгробку свого часу говорив у промові до львівської капітули архієпископ Ян Димітр Соліковський у 1585 році. Надпис на надгробку станом на 1830—1840-ві роки не зберігся.

## Зауваги
1. ↑  іноді Гувнова → див.: Thomae Pirawski relatio status Almae Archidioecesis Leopoliensis… — P. 81.; чи Говнува → Бучацькі (пол.)
2. ↑  давніше Мечислав Орлович стверджував, що це — каплиця святого Казимира → див.: Orłowicz M. Ilustrowany przewodnik po Lwowie ze 102 ilustracjami i planem miasta. — Lwów—Warszawa, 1925. — S. 81. (пол.)